# Фридерсдорф (Лоза)
Фри́дерсдорф или Бе́дрихецы (нем. Friedersdorf; в.-луж. Bjedrichecyо файле) — деревня в Верхней Лужице, Германия. Входит в состав коммуны Лоза района Баутцен в земле Саксония. Подчиняется административному округу Дрезден.

## География
Находится в южной части района Лужицких озёр примерно в четырёх километрах от административного центра коммуны Лоза. На юге от деревни проходит автомобильная дорога К 9220. На востоке от деревни находятся пруды Вульки-Градовски-Гат, Вульки-Балак и Горни-Балак.
К деревне также относится не имеющее самостоятельного статуса поселение Вомятк, располагающееся на северо-западе от Бедрихец.
Соседние населённые пункты: на северо-востоке — деревня Злычин, на юге — деревня Шченьца и на северо-западе — деревня Мортков.

## История
Впервые упоминается в 1746 году под наименованием Friederßdorff.
С 1957 по 1994 год входила в коммуну Личен. С 1994 года входит в современную коммуну Лоза.
В настоящее время деревня входит в состав культурно-территориальной автономии «Лужицкая поселенческая область», на территории которой действуют законодательные акты земель Саксонии и Бранденбурга, содействующие сохранению лужицких языков и культуры лужичан.
Исторические немецкие наименования.
- Friederßdorff, 1471
- Ffridersdorff, 1497
- Fridersdorff, 1529
- Friderßdorf, 1572
- Friedersdorff, 1658
- Friedersdorf bey Lohßa, 1768

## Население
Официальным языком в населённом пункте, помимо немецкого, является также верхнелужицкий язык.
Согласно статистическому сочинению «Dodawki k statisticy a etnografiji łužickich Serbow» Арношта Муки в 1884 году в деревне проживало 134 человека (из них — 134 серболужичанина (100 %)).
Лужицкий демограф Арношт Черник в своём сочинении «Die Entwicklung der sorbischen Bevölkerung» указывает, что в 1956 году при общей численности в 137 человек серболужицкое население деревни составляло 79 % (из них верхнелужицким языком владело 86 взрослых и 22 несовершеннолетних).
| 1825 | 1871 | 1885 | 1905 | 1925 | 1939 | 1946 | 1950 |
| ---- | ---- | ---- | ---- | ---- | ---- | ---- | ---- |
| 121  | 136  | 121  | 110  | 105  | 107  | 137  | 137  |